# Svaneke
Svaneke − miasto na duńskiej wyspie Bornholm na Morzu Bałtyckim, 30 km od Rønne. Jest to najbardziej wysunięta na wschód miejscowość Danii. Ma 1100 mieszkańców (2011). Prawa miejskie otrzymało w roku 1555. Zwane słonecznym miastem z powodu największej ilości słonecznych dni w ciągu roku w kraju. Symbolem miasta jest łabędź. W mieście znajduje się wieża ciśnień zaprojektowana przez Jørna Utzona, architekta znanego z zaprojektowania gmachu operyw Sydney.
W roku 1975 miasto otrzymało Europejski Złoty Medal za zachowanie stylu architektonicznego.

## Przemysł
W Svaneke znajduje się jedyny na Bornholmie browar - Bryghuset.

## Turystyka
Z portu w Svaneke odpływają statki na Christiansø.

## Galeria

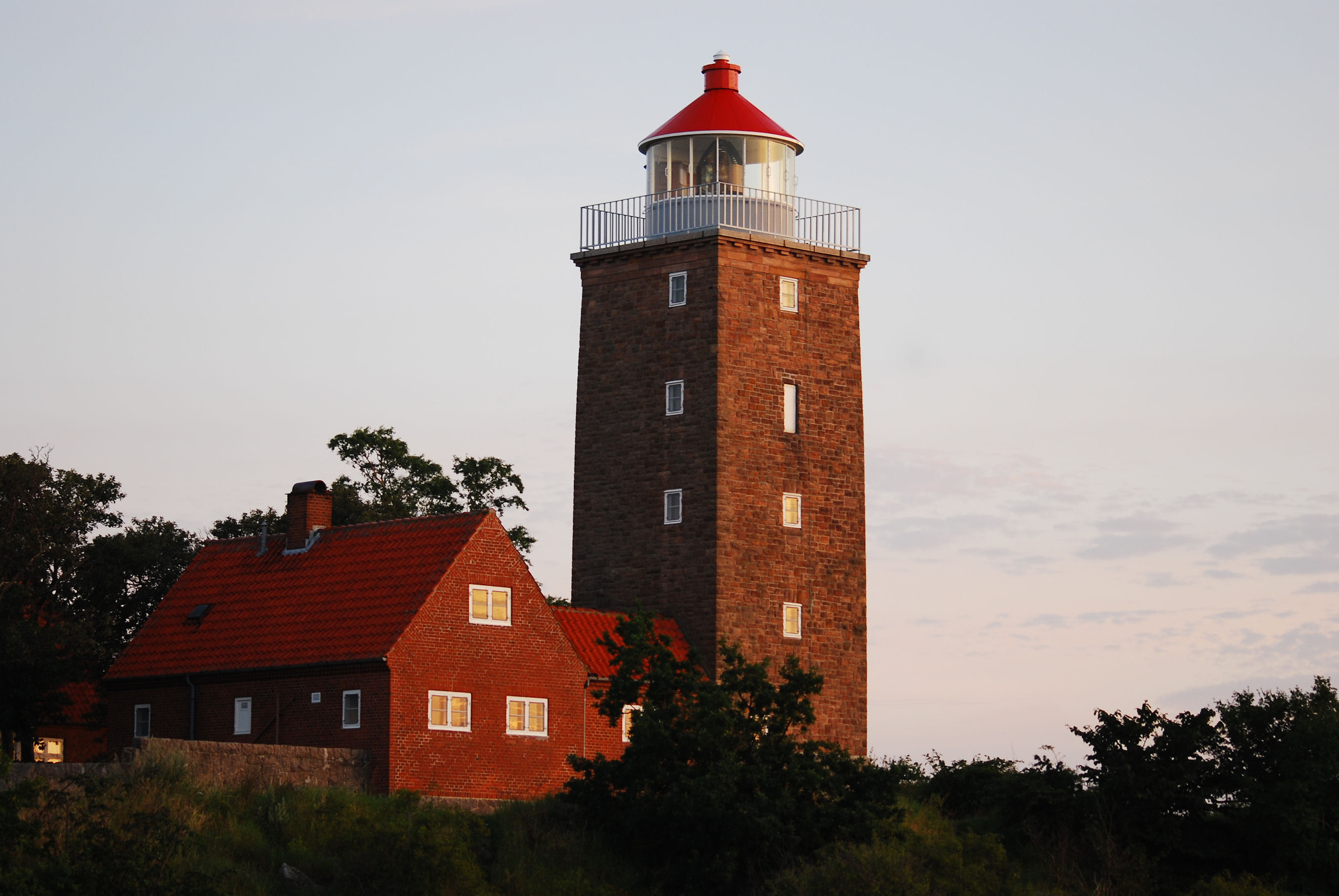
Latarnia morska z 1920 roku
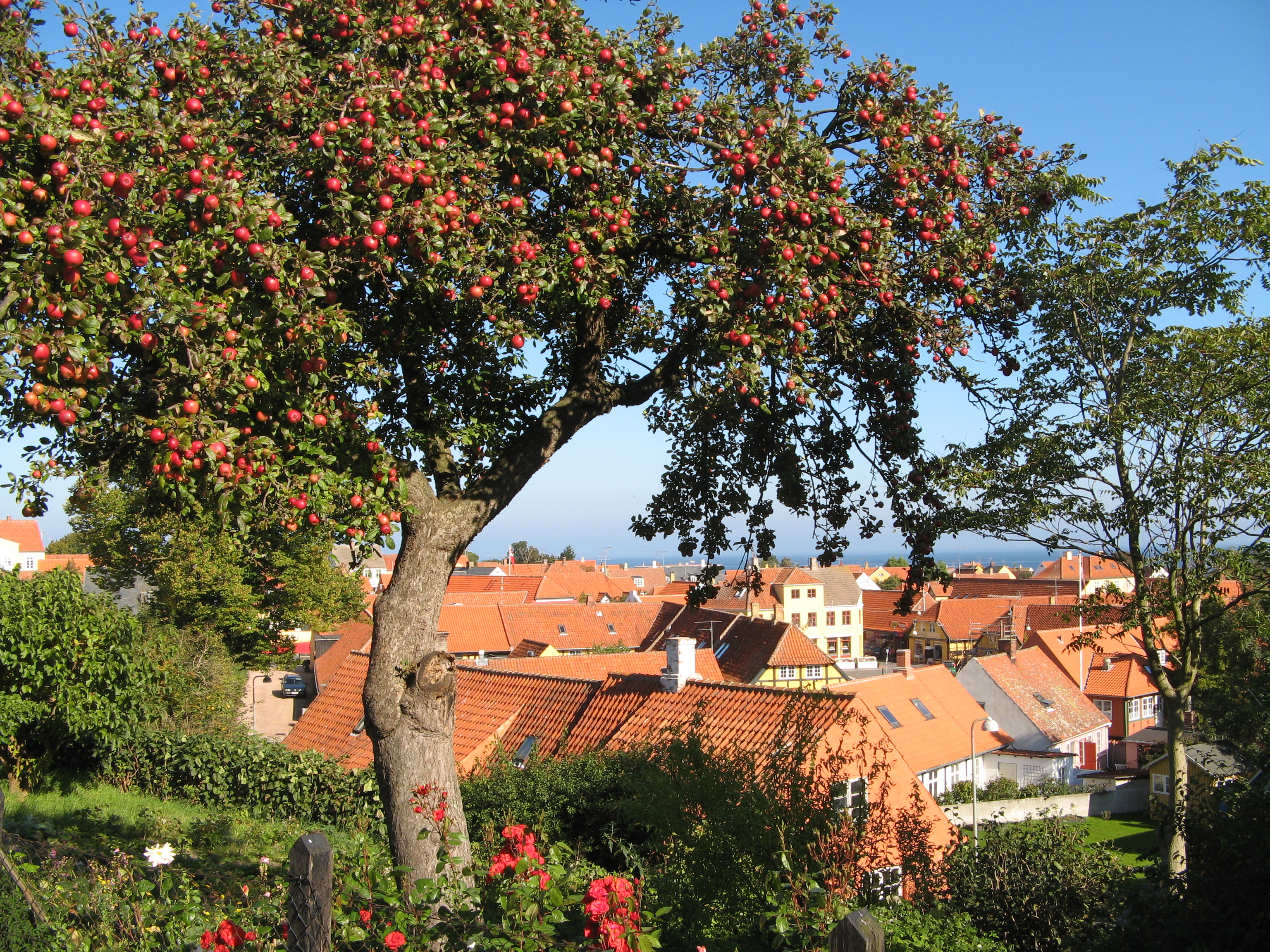
Widok na miasto
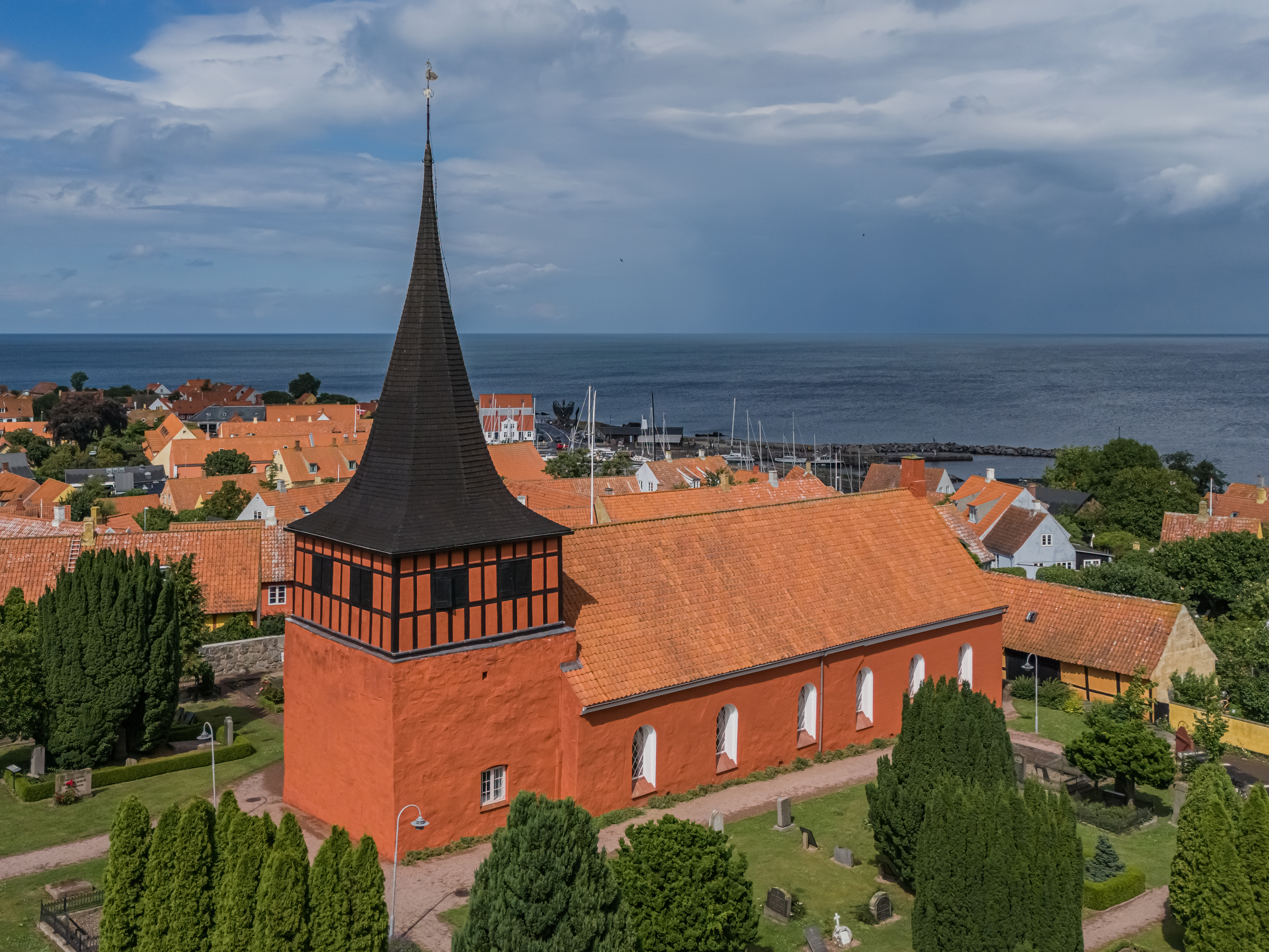
Kościół w Svaneke z 1350 roku
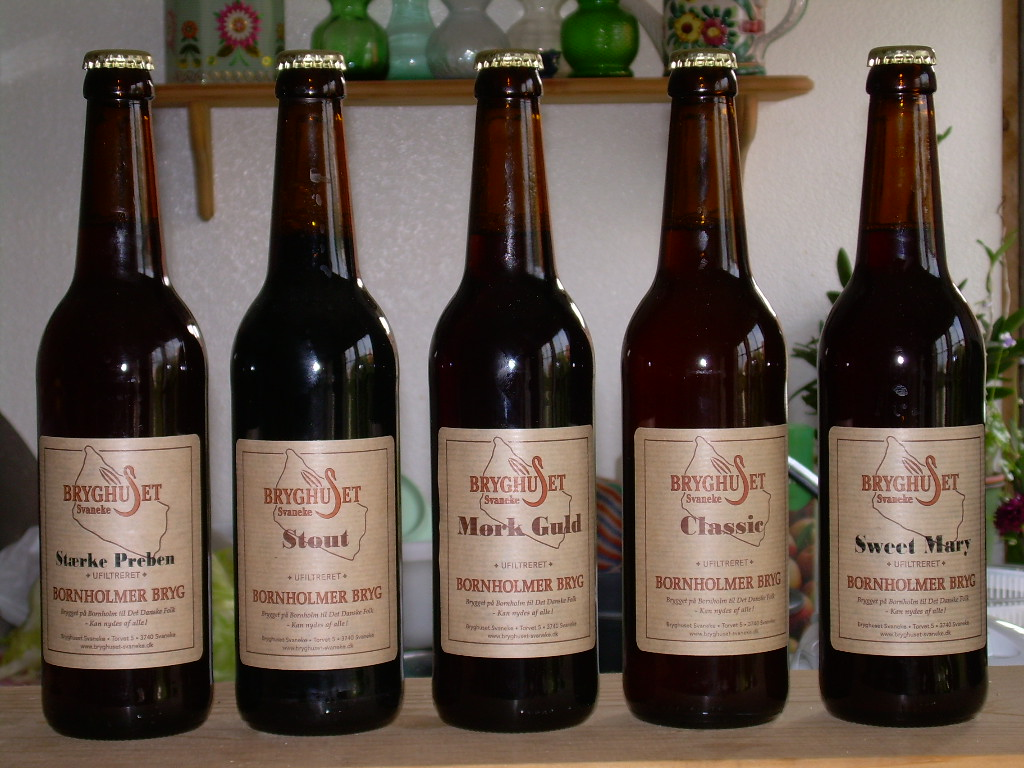
Niefiltrowane piwa warzone w browarze w Svaneke
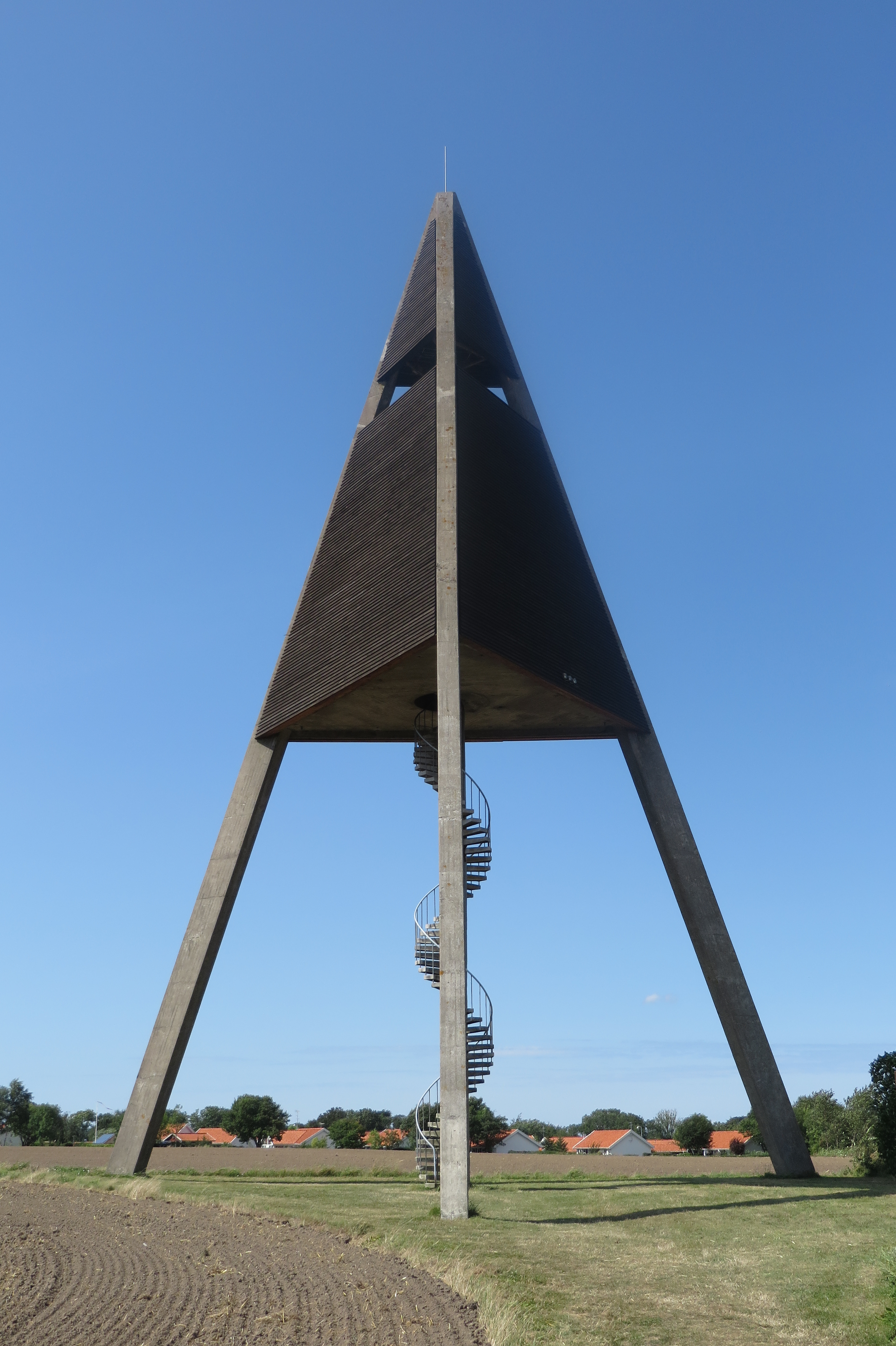
Wieża ciśnień zaprojektowana przez Jørna Utzona